# Survivor Series (2020)
Survivor Series (2020) foi um evento de wrestling profissional produzido pela WWE e transmitido em formato pay-per-view (PPV) pelo WWE Network e contou com a participação de lutadores das marcas Raw e SmackDown. O evento aconteceu em 22 de novembro de 2020 no Amway Center em Orlando, Flórida, e contou com a experiência de visualização de fãs virtuais da WWE chamada ThunderDome. Esse foi o 34º evento sob a cronologia Survivor Series e também celebrou o 30º aniversário da estreia de The Undertaker na WWE.
Sete lutas foram disputadas no evento, incluindo uma no pré-show. O card foi destacado por duas lutas eliminatórias tradicionais do Survivor Series: as equipes masculina e feminina do Raw venceram as do SmackDown. No evento principal, o Campeão Universal do SmackDown, Roman Reigns, derrotou o Campeão da WWE do Raw, Drew McIntyre. Também no card, a Campeã Feminina do SmackDown Sasha Banks derrotou a Campeã Feminina do Raw Asuka, o Campeão dos Estados Unidos do Raw Bobby Lashley derrotou o Campeão Intercontinental do SmackDown Sami Zayn, e os Campeões de Duplas do SmackDown The Street Profits (Angelo Dawkins e Montez Ford) derrotaram os Campeões de Duplas do Raw The New Day (Kofi Kingston e Xavier Woods). O Raw conquistou a supremacia ao vencer quatro das sete lutas.

## Produção

### Conceito
Survivor Series é uma gimmick anual de pay-per-view, produzido todo mês de novembro pela WWE desde 1987. O segundo evento pay-per-view mais antigo da história (atrás da WrestleMania), é um dos quatro pay-per-views originais da promoção, junto com a WrestleMania, Royal Rumble e SummerSlam, apelidados de "Big Four". O evento é tradicionalmente caracterizado por ter lutas Survivor Series, que são lutas eliminatórias de equipes que normalmente colocam times de quatro ou cinco lutadores uns contra os outros. Desde que a WWE reintroduziu a divisão de marca em 2016, o Survivor Series se concentrou na competição entre Raw e SmackDown pela supremacia da marca. O evento de 2019 também apresentou o antigo território de desenvolvimento da WWE, NXT, envolvido na competição da marca; no entanto, o NXT não esteve envolvido no evento de 2020. Como resultado, o evento de 2020 teve lutas tradicionais 5 contra 5 do Survivor Series para homens e mulheres entre Raw e SmackDown. O evento 2020 foi o 34º evento sob a cronologia Survivor Series, e também celebrou o 30º aniversário da estreia de The Undertaker na WWE, que ocorreu no evento de 1990.
Começando com o evento de 2017, os campeões do Raw enfrentaram seus colegas do SmackDown em lutas sem título. Com a adição do NXT para o evento de 2019, as lutas se tornaram lutas triple threat entre os campeões das três marcas, mas sem o envolvimento do NXT para 2020, as lutas voltaram a ser entre os campeões do Raw e do SmackDown. O Survivor Series 2020 contará com o Campeão da WWE Champion (Raw) contra o Campeão Universal (SmackDown), a Campeã Feminina do Raw contra a Campeã Feminina do SmackDown,  o Campeão dos Estados Unidos (Raw) contra o Campeão Intercontinental (SmackDown) e os Campeões de Duplas do Raw enfrentando os Campeões de Duplas do SmackDown.

#### Impacto da pandemia de COVID-19
Como resultado da pandemia de COVID-19, a WWE apresentou a maior parte de sua programação no WWE Performance Center em Orlando, Flórida, desde meados de março, sem fãs presentes, embora no final de maio a promoção tenha começado a usar estagiários do Performance Center para servir como o público ao vivo, que foi expandido para amigos e familiares dos lutadores em meados de junho. Em 17 de agosto, a WWE anunciou que todos os futuros shows e pay-per-views seriam realizados no Amway Center, um espaço maior também localizado em Orlando, para o "futuro previsível", começando com o episódio de 21 de agosto do SmackDown. Além disso, os programas agora apresentam uma nova experiência de visualização de fãs chamada "WWE ThunderDome", que utiliza drones, lasers, pyro, fumaça e projeções. Aproximadamente 1.000 placas de LED foram instaladas no Amway Center para permitir que os fãs participassem virtualmente dos eventos de graça e sejam vistos nas filas e mais filas de placas de LED. O áudio da arena também é mixado com o dos fãs virtuais para que os gritos dos fãs possam ser ouvidos. O acordo inicial da WWE com o Amway Center expirou em 31 de outubro, mas com a opção de estender o contrato com um aviso prévio de duas semanas. Em 12 de outubro, a PWInsider relatou que o contrato havia sido prorrogado, com a Fightful revelando a data de vencimento do contrato alterada para 24 de novembro.
A 411Mania relatou que a pandemia COVID-19 foi um motivo pelo qual a marca NXT não estaria envolvida no evento, ao contrário do Survivor Series do ano anterior. Surtos do vírus ocorreram em ambas as arenas domésticas do NXT, Full Sail University e agora no WWE Performance Center, levando a WWE a excluir os lutadores NXT do evento para evitar a transmissão potencial do vírus aos membros do Raw e SmackDown. Este relatório foi confirmado pelo executivo da WWE e chefe do NXT Triple H durante a chamada de mídia do NXT TakeOver: WarGames em 3 de dezembro.

### Rivalidades
O show foi composto por sete lutas, incluindo uma no pré-show. As lutas resultaram de enredos roteirizados, onde os lutadores retratam heróis, vilões ou personagens menos distintos em eventos roteirizados que criam tensão e culminam em uma luta ou série de lutas. Os resultados são pré-determinados pelos escritores da WWE nas marcas Raw e SmackDown, enquanto as histórias são produzidas nos programas semanais de televisão da WWE, Monday Night Raw e Friday Night SmackDown.

### Lutas Survivor Series de eliminação
As lutas de qualificação para a luta de eliminação masculina do Survivor Series começaram no Raw de 26 de outubro. AJ Styles, Keith Lee e Sheamus conquistaram os três primeiros lugares no Team Raw ao derrotarem Jeff Hardy, Elias e Riddle, respectivamente. Na semana seguinte, Braun Strowman se classificou para a equipe ao derrotar Lee e Sheamus em uma luta Triple Threat. Riddle ganhou o lugar final no Team Raw ao derrotar Elias e Hardy em uma luta Triple Threat no episódio de 9 de novembro. Os dois primeiros membros do Team SmackDown foram determinados no episódio de 30 de outubro do SmackDown. Kevin Owens e Jey Uso se classificaram ao derrotarem Dolph Ziggler e Daniel Bryan, respectivamente. Na semana seguinte, King Corbin e Seth Rollins se classificaram derrotando Rey Mysterio e Otis, respectivamente. No episódio de 20 de novembro, o oficial da WWE Adam Pearce nomeou Otis como o membro final do Team SmackDown.
Para a luta de eliminação feminina do Survivor Series, todas as cinco membras do Team Raw foram reveladas no episódio de 26 de outubro do Raw. Os oficiais da WWE, Adam Pearce e Pat Buck, anunciaram que Nia Jax e Shayna Baszler, Campeãs Femininas de Duplas da WWE, junto com Mandy Rose e Dana Brooke, representariam o Team Raw. O quinto e último lugar foi determinado por uma luta fatal four-way naquela noite, que Lana venceu ao derrotar Lacey Evans, Peyton Royce e Nikki Cross. No episódio de 16 de novembro do Raw, devido a Jax e Baszler atacarem o braço de Rose durante uma luta de duplas, e depois Reckoning do Retribution atacar Brooke nos bastidores, Rose e Brooke foram consideradas incapazes de competir no Survivor Series, então Pearce anunciou que seriam substituídas por Evans e Royce. A primeira participante do Team SmackDown foi determinada no episódio de 30 de outubro do SmackDown. Bianca Belair conquistou a vaga ao derrotar Billie Kay e Natalya em uma luta Triple Threat. Ruby Riott conquistou a segunda vaga no episódio seguinte, onde derrotou Natalya e Zelina Vega em uma luta Triple Threat. No episódio de 13 de novembro do SmackDown, Liv Morgan conquistou a terceira vaga, onde derrotou Chelsea Green, Natalya e Tamina em uma luta fatal four-way. Na semana seguinte, Pearce adicionou Bayley à equipe, e Natalya derrotou Tamina para ganhar a vaga final do Team SmackDown.

### Lutas entres os campeões das marcas
Todos as quatro lutas entre os campeões das marcas foram anunciadas no Raw de 26 de outubro. Na época, foi anunciado que o Campeão da WWE Randy Orton enfrentaria o Campeão Universal Roman Reigns, a Campeã Feminina do Raw Asuka enfrentaria a Campeã Feminina do SmackDown Sasha Banks, o Campeão dos Estados Unidos, Bobby Lashley, enfrentaria o Campeão Intercontinental Sami Zayn e os Campeões de Duplas do Raw The New Day (Kofi Kingston e Xavier Woods) enfrentariam os Campeões de Duplas do SmackDown The Street Profits (Angelo Dawkinse Montez Ford).
Nas semanas seguintes, cinco dos campeões defenderam seus títulos antes do Survivor Series, com quatro deles retendo para manter as lutas como inicialmente anunciadas. A Campeã Feminina do SmackDown Sasha Banks manteve seu título contra Bayley no episódio de 6 de novembro do SmackDown, Bobby Lashley manteve o United States Championship contra Titus O'Neil no episódio de 9 de novembro do Raw, o Campeão Intercontinental Sami Zayn manteve o seu o título contra Apollo Crews no episódio de 13 de novembro do SmackDown, e o New Day reteve o Raw Tag Team Championship contra o The Hurt Business (Cedric Alexander e Shelton Benjamin), no Raw de 16 de novembro. Também durante este tempo, os Campeões de Duplas do SmackDown The Street Profits tentou obter informações sobre seus oponentes do Survivor Series com o ex-membro do New Day, Big E, que basicamente disse a eles que o New Day iria vencer. O confronto entre os campeões mundiais, entretanto, mudou. Depois de perder o WWE Championship para Randy Orton no Hell in a Cell em 25 de outubro, Drew McIntyre teve uma revanche pelo título, mas antes disso, McIntyre apareceu no episódio de 13 de novembro deSmackDown para confrontar o Campeão Universal Roman Reigns, apesar de não ser o Campeão da WWE. McIntyre iria derrotar Orton para reconquistar o WWE Championship no Raw de 16 de novembro, tornando-se assim o oponente de Reigns no Survivor Series.

## Evento
| Função:                  | Nome:                     |
| ------------------------ | ------------------------- |
| Comentaristas em inglês  | Michael Cole (SmackDown)  |
| Comentaristas em inglês  | Corey Graves (SmackDown)  |
| Comentaristas em inglês  | Tom Phillips (Raw)        |
| Comentaristas em inglês  | Samoa Joe (Raw)           |
| Comentaristas em inglês  | Byron Saxton (Raw)        |
| Comentarista em espanhol | Marcelo Rodriguez         |
| Anunciadores de ringue   | Greg Hamilton (SmackDown) |
| Anunciadores de ringue   | Mike Rome (Raw)           |
| Árbitros                 | Danilo Anfibio            |
| Árbitros                 | Jason Ayers               |
| Árbitros                 | Shawn Bennett             |
| Árbitros                 | John Cone                 |
| Árbitros                 | Dan Engler                |
| Árbitros                 | Eddie Orengo              |
| Árbitros                 | Rod Zapata                |
| Entrevistadora           | Kayla Braxton             |
| Painel do pré-show       | Charly Caruso             |
| Painel do pré-show       | John "Bradshaw" Layfield  |
| Painel do pré-show       | Peter Rosenberg           |
| Painel do pré-show       | Booker T                  |
| Painel do pré-show       | Jerry Lawler              |

### Pré-show
Durante o pré-show do Survivor Series, uma batalha real interbrand de 18 homens foi disputada e contou com nove participantes do Raw e SmackDown. No final, The Miz do Raw eliminou Dominik Mysterio do SmackDown para vencer a luta. Com a vitória de Miz, o Raw marcou 1-0 contra o SmackDown.
Também durante o pré-show, The Gobbledy Gooker derrotou R-Truth para vencer o WWE 24/7 Championship.

### Lutas preliminares
O pay-per-view começou com a luta Survivor Series de eliminação masculina 5-contra-5 com o Team Raw (AJ Styles, Sheamus, Keith Lee, Riddle e Braun Strowman) (acompanhado pelo guarda-costas de Styles, Omos) contra o Team SmackDown (Jey Uso, Kevin Owens, King Corbin, Seth Rollins e Otis). Jey e Styles começaram a luta. Sheamus aplicou um  Brogue Kick para eliminar Rollins depois que ele apareceu para se sacrificar. Após a eliminação de Rollins, os membros restantes da equipe SmackDown ajudaram Rollins porém Strowman atacou todos eles com um running shoulder tackle. De volta ao ringue, Owens executou Stunners em Lee, Sheamus e Riddle, após o qual, Styles realizou um Phenomenal Forearm em Owens para eliminá-lo. Styles atacou Corbin com um superkick e Riddle executou um Floating Bro da corda superior para eliminar Corbin. Depois que Otis realizou o Caterpillar em Strowman, Otis tentou um Vader Bomb em Strowman mas Riddle interceptou Otis. Strowman aproveitou a distração e executou um Running Powerslam em Otis para eliminá-lo. Jey atacou o Team Raw com uma enxurrada de Superkicks. No final, Jey rebateu um Phenomenal Forearm de Styles e tentou um Splash nele, no entanto, Lee, que era o membro legal, interceptou Jey e executou um Spirit Bomb em Jey para vencer a luta e uma varredura limpa para o Team Raw, assim fazendo o placar 2-0.
Em seguida, os Campeões de Duplas do SmackDown, The Street Profits (Angelo Dawkins e Montez Ford) enfrentaram os Campeões de Duplas do Raw The New Day (Kofi Kingston e Xavier Woods) (acompanhado pelo ex-membro, Big E). Depois de uma luta igualmente disputada entre as duas equipes, The Street Profits realizou uma combinação de electric chair/blockbuster em Woods para vencer a luta para o SmackDown, fazendo o placar 2-1. Após a luta, as duas equipes se abraçaram.
Depois disso, o Campeão dos Estados Unidos do Raw Bobby Lashley (acompanhado pelo The Hurt Business) enfrentou o Campeão Intercontinental do SmackDown, Sami Zayn. Zayn se recusou a lutar com Lashley e tentou fugir da luta, no entanto, foi impedido pelo The Hurt Business. Nos momentos finais, Zayn tentou sair novamente, mas MVP o interceptou, após o que Zayn tentou convencer o árbitro de que MVP o fez tropeçar. MVP então jogou Zayn de volta no ringue e Lashley aplicou o Hurt Lock em Zayn, que finalizou, para vencer a luta para o Raw, aumentando o placar para 3-1.
Na luta seguinte, a Campeã Feminina do Raw, Asuka, enfrentou a Campeã Feminina do SmackDown, Sasha Banks. No final. Banks pinou Asuka com um inside cradle para vencer a luta, fazendo o placar 3-2.
Em um segmento de bastidores, o novo Campeão 24/7 The Gobbledy Gooker tropeçou em uma trilha de sementes de pássaros nos bastidores. Quando o Gooker começou a brincar com a semente, Akira Tozawa apareceu e fez um roll-up em Gooker para vencer o título. R-Truth apareceu e atacou Tozawa com um saco de sementes de pássaro por trás e o imobilizou para recuperar o título.
A penúltima luta foi a luta Survivor Series de eliminação feminina 5-contra-5 com o Team Raw (Lacey Evans, Lana, Nia Jax, Peyton Royce e Shayna Baszler) contra o Team SmackDown (Bayley, Bianca Belair, Liv Morgan, Natalya e Ruby Riott). No final, com Nia Jax e Bianca Belair sendo contadas fora, Lana venceu a luta pelo Team Raw como única sobrevivente, levando o placar para 4-2.

### Evento principal
O evento principal viu o Campeão da WWE do Raw, Drew McIntyre, enfrentar o Campeão Universal Roman Reigns do SmackDown. No final, Reigns aplicou uma guilhotina em McIntyre, fazendo-o desmaiar. O resultado final do evento foi 4-3, o que significa que o Raw conquistou a supremacia da marca.

### Cerimônia de aposentadoria de The Undertaker
No segmento final do show, Shane McMahon, Big Show, John Bradshaw Layfield, Jeff Hardy, Mick Foley, The Godfather, The Godwinns (Dennis Knight e Mark Canterbury), Savio Vega, Rikishi, Kevin Nash, Booker T, Shawn Michaels, Ric Flair, Triple H e Kane entraram no ringue para dar início à cerimônia de aposentadoria de The Undertaker. Um vídeo recapitulando a carreira de The Undertaker foi ao ar, após o qual, o dono da WWE, Vince McMahon, deu uma breve mensagem antes de apresentar o próprio Undertaker. The Undertaker então caminhou lentamente para o ringue em traje completo (em sua gimmick de deadman), onde ele então confirmou sua aposentadoria em um discurso de despedida emocionado e prestou homenagem ao seu falecido empresário Paul Bearer, fazendo o sino tocar dez vezes. Enquanto o sino tocava, uma imagem em holograma de Bearer foi mostrada enquanto The Undertaker executava sua pose de ajoelhamento característica. The Undertaker depois se despediu, declarando "Chegou a minha hora de deixar The Undertaker Rest in Peace,"  fazendo sua pose de corte na garganta e depois deixando o ringue. O show terminou com o Undertaker subindo de volta a rampa de entrada para levantar o punho pela última vez.

## Depois do evento

### Raw
Na noite seguinte no Raw, por vencer a luta masculina do Survivor Series, o oficial da WWE Adam Pearce afirmou que um dos membros do Team Raw receberia uma luta pelo WWE Championship contra Drew McIntyre no TLC: Tables, Ladders & Chairs e permitiu que cada um expusesse seu caso. Braun Strowman foi o último a expor seu caso, entretanto, ele ficou furioso com o uso de Pearce da frase "por último, mas não menos importante". Isso levou Strowman a atacar Pearce e foi suspenso indefinidamente. O ex-Campeão da WWE Randy Orton (que não representou o Raw no pay-per-view, mas queria uma revanche) e o Campeão dos Estados Unidos Bobby Lashley (o caso de Lashley sendo que ele foi o único campeão do Raw a vencer sua luta) enfrentaram Pearce nos bastidores individualmente com seus respectivos casos para uma disputa de título. Pearce programou três lutas individuais naquela noite, com os vencedores de cada uma se enfrentando em uma luta triple threat na semana seguinte para determinar o desafiante número um. Riddle, Keith Lee e AJ Styles avançaram para a luta triple threat derrotando Sheamus, Lashley e Orton, respectivamente.
Também no Raw, devido a Lana emergir como a única sobrevivente da luta de eliminação feminina, ela recebeu uma luta pelo Raw Women's Championship contra Asuka. A luta, no entanto, terminou em no contest graças à interferência das Campeãs Femininas de Duplas Nia Jax e Shayna Baszler. Isso levou a uma luta de duplas em que Lana e Asuka derrotaram Jax e Baszler em uma luta sem título.

### SmackDown
No episódio seguinte do SmackDown, o Campeão Universal Roman Reigns castigou Jey Uso pela derrota do Team SmackDown, bem como por voltar para ajudar Reigns, mesmo tendo dito a Jey para deixar o prédio. Reigns afirmou que o resto do Team SmackDown não respeitava Jey, e por causa disso, eles não respeitavam Reigns. Isso irritou Jey, que atacou Otis durante sua entrada, e também atacou Daniel Bryan, fazendo com que Bryan perdesse sua luta pelo título contra o Campeão Intercontinental Sami Zayn. Na luta principal, Jey enfrentou Kevin Owens. Jey foi desclassificado por atacar Owens com uma cadeira de aço e continuou a fazê-lo após a luta. Owens conseguiu revidar e tirou Jey. Owens então chamou Reigns diretamente, que assistiu de uma televisão nos bastidores.

## Resultados
| Nº                                          | Resultados | Estipulações                                  | Tempo |
| ------------------------------------------- | --- | --------------------------------------------- | ----- |
| Pré- show                                   | The Miz venceu eliminando por último Dominik Mysterio | Dual Brand Battle Royal de 18 lutadores       | 12:10 |
| 1                                           | Team Raw (AJ Styles, Keith Lee, Sheamus, Braun Strowman e Riddle) derrotaram Team SmackDown (Kevin Owens, Jey Uso, King Corbin, Seth Rollins e Otis)1               | Luta Survivor Series 5-contra-5 de eliminação | 19:25 |
| 2                                           | The Street Profits (Angelo Dawkins e Montez Ford) (Campeões de Duplas do SmackDown) venceram The New Day (Kofi Kingston e Xavier Woods) (Campeões de Duplas do Raw) | Luta de duplas                                | 13:40 |
| 3                                           | Bobby Lashley (Campeão dos Estados Unidos) (com The Hurt Business) derrotou Sami Zayn (Campeão Intercontinental) por submissão                                      | Luta individual                               | 7:50  |
| 4                                           | Sasha Banks (Campeã Feminina do SmackDown) derrotou Asuka (Campeã Feminina do Raw)                                                                                  | Luta individual                               | 13:05 |
| 5                                           | Team Raw (Nia Jax, Shayna Baszler, Lana, Lacey Evans e Peyton Royce) derrotaram Team SmackDown (Bianca Belair, Ruby Riott, Liv Morgan, Bayley e Natalya)2           | Luta Survivor Series 5-contra-5 de eliminação | 23:20 |
| 6                                           | Roman Reigns (Campeão Universal) (com Paul Heyman) derrotou Drew McIntyre (Campeão da WWE)                                                                          | Luta individual                               | 24:50 |
| (c) – Refere-se aos campeões antes da luta. | |                                               |       |

### Eliminações das lutas Survivor Series
– Raw
     – SmackDown
↑1 
| Ordem de eliminação | Lutador                                                            | Eliminado por                                                      | Método                                                             | Tempo                                                              |
| ------------------- | ------------------------------------------------------------------ | ------------------------------------------------------------------ | ------------------------------------------------------------------ | ------------------------------------------------------------------ |
| 1                   | Seth Rollins                                                       | Sheamus                                                            | Pinfall                                                            | 6:05                                                               |
| 2                   | Kevin Owens                                                        | AJ Styles                                                          | Pinfall                                                            | 12:20                                                              |
| 3                   | King Corbin                                                        | Riddle                                                             | Pinfall                                                            | 13:05                                                              |
| 4                   | Otis                                                               | Braun Strowman                                                     | Pinfall                                                            | 17:05                                                              |
| 5                   | Jey Uso                                                            | Keith Lee                                                          | Pinfall                                                            | 19:25                                                              |
| Sobrevivente(s):    | AJ Styles, Keith Lee, Sheamus, Braun Strowman, e Riddle (Team Raw) | AJ Styles, Keith Lee, Sheamus, Braun Strowman, e Riddle (Team Raw) | AJ Styles, Keith Lee, Sheamus, Braun Strowman, e Riddle (Team Raw) | AJ Styles, Keith Lee, Sheamus, Braun Strowman, e Riddle (Team Raw) |

↑2 
| Ordem de eliminação | Lutadora        | Eliminada por   | Método          | Tempo           |
| ------------------- | --------------- | --------------- | --------------- | --------------- |
| 1                   | Bayley          | Peyton Royce    | Pinfall         | 9:55            |
| 2                   | Peyton Royce    | Natalya         | Submissão       | 11:40           |
| 3                   | Natalya         | Lacey Evans     | Pinfall         | 12:35           |
| 4                   | Ruby Riott      | Shayna Baszler  | Pinfall         | 16:50           |
| 5                   | Lacey Evans     | Liv Morgan      | Pinfall         | 18:00           |
| 6                   | Liv Morgan      | Nia Jax         | Pinfall         | 19:05           |
| 7                   | Shayna Baszler  | N/A             | Desqualificação | 22:25           |
| 8                   | Nia Jax         | N/A             | Countout        | 23:20           |
| 9                   | Bianca Belair   | N/A             | Countout        | 23:20           |
| Sobrevivente(s):    | Lana (Team Raw) | Lana (Team Raw) | Lana (Team Raw) | Lana (Team Raw) |